# Чуриков, Борис Иванович
Борис Иванович Чуриков (3 мая 1931 — 7 ноября 2002) — советский хоккеист, нападающий. Также играл в футбол (нападающий, защитник).

## Биография
Играл за хоккейные команды «Спартак» Москва (1952/53), «Динамо» Московская область (1952/53), «Динамо» Свердловск (1953/54 — 1954/55), «Химик» Москва — Воскресенск (1955/56 — 1957/58), «Торпедо» Перово (1958/59), «Красная звезда» Краснокамск (1959/60), «Химик» Щёлково (1959/60 — 1962/63).
Выступал за футбольные клубы «Авангард» Свердловск (1954, класс «Б») и «Химик» Воскресенск (1957, КФК).